# Rundfunk Berlin-Brandenburg

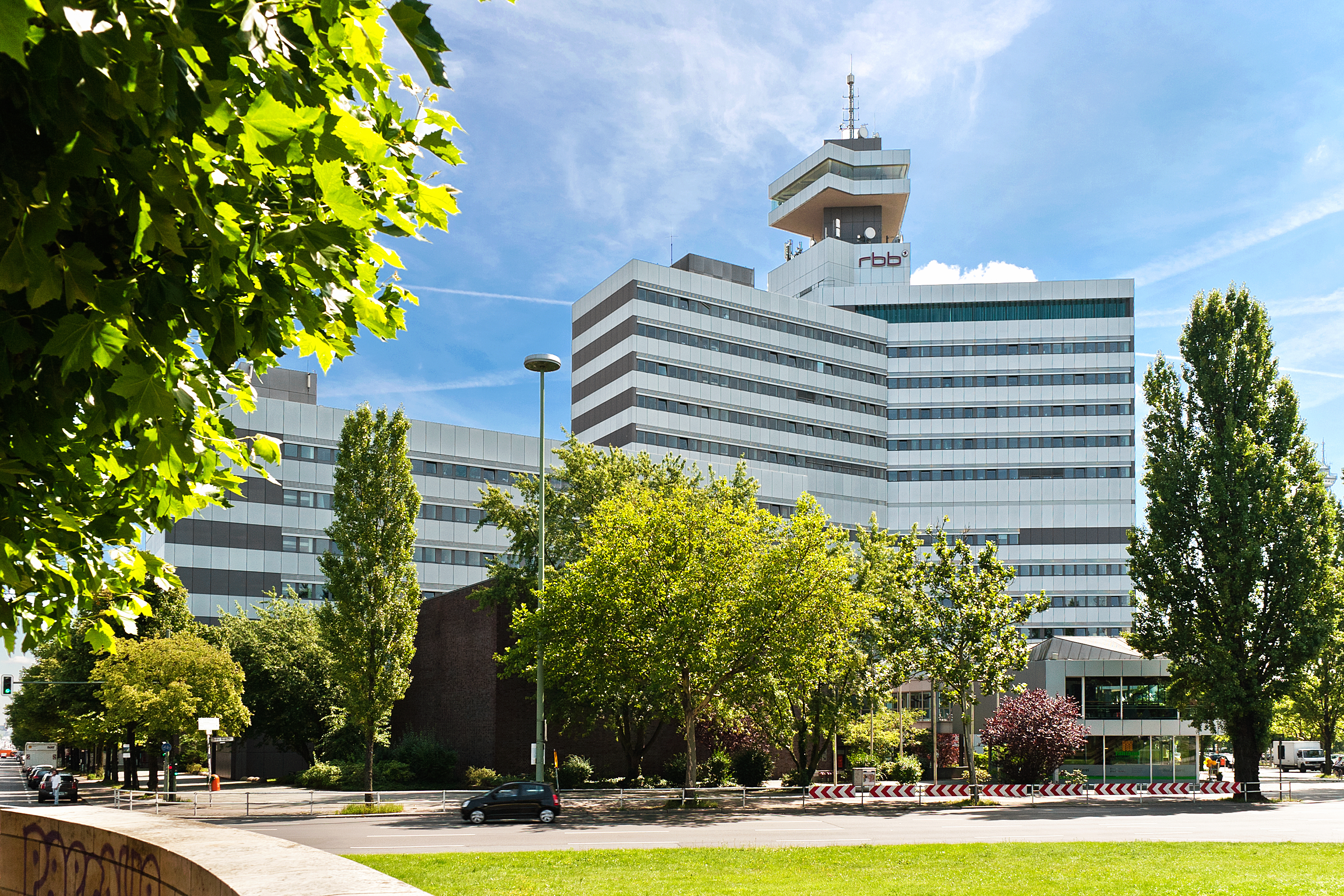
RBB:s komplex vid Theodor-Heuss-Platz i Berlin.

Rundfunk Berlin-Brandenburg (RBB) är en offentlig regional radio- och TV-station i Tyskland för förbundsländerna Berlin och Brandenburg. RBB har sitt huvudkontor i Haus des Rundfunks vid Theodor-Heuss-Platz i Berlin. RBB skapades 2003 genom sammanslagningen av radio- och TV-stationerna ORB i Brandenburg och SFB i Berlin. RBB är medlem i ARD (Arbeitsgemeinschaft der öffentlich-rechtlichen Rundfunkanstalten der Bundesrepublik Deutschland). I samarbete med Literaturhaus Berlin delar man varje år ut Walter Sernerpriset.